# Drosophila eniwae
Drosophila eniwae este o specie de muște din genul Drosophila, familia Drosophilidae, descrisă de Takada, Beppu și Masanori Joseph Toda în anul 1979. Conform Catalogue of Life specia Drosophila eniwae nu are subspecii cunoscute.